# Acesta maui
Acesta maui is een tweekleppigensoort uit de familie van de Limidae. De wetenschappelijke naam van de soort is voor het eerst geldig gepubliceerd in 2001 door B.A. Marshall.